# Elias Gczmidele
Elias Gczmidele war ein deutsch-polnischer Theologe, der zeitweise im siebenbürgischen Klausenburg als Pfarrer der deutschen unitarischen Gemeinde wirkte und dort vor allem mit seinen sozialkritischen und täuferisch-spiritualistischen Positionen in Erscheinung trat.

## Leben und Wirken
Gczmidele wurde vermutlich 1569 von Polen aus als Pfarrer der deutschen unitarischen Gemeinde in Klausenburg berufen. Gczmidele vertrat einen sozialkritischen und täuferisch-spiritualistischen Ansatz und predigte u. a. die Gütergemeinschaft, womit er bald in Konflikt mit dem Klausenburger Stadtrat geriet. Gczmidele bestand darauf, dass seine Predigten den Anschauungen der Gemeinden der Polnischen Brüder in Krakau und Lublin entsprächen, mit denen er weiter in Kontakt stand. Vermutlich fanden seine Positionen vor allem in den ärmeren Schichten Klausenburgs großes Echo, auch vor dem Hintergrund der damals zunehmenden sozialen Gegensätze in der Stadt. Zum Teil wird auch eine Verbindung von Gczmideles Auftreten in Klausenburg und der damals in der Region um Debrecen entstandenen Bauernbewegung unter Führung von Györy Karácsony gesehen. Wahrscheinlich geht auch ein Landtagsbeschluss von 1570, der sich gegen vermeintliche Häresien ausspricht, auf das Wirken Gczmideles und die sozialen Unzufriedenheiten in Klausenburg zurück. Gczmidele verließ schließlich Klausenburg und hielt sich im Anschluss noch in der Ortschaft Nagyvárad (dt. Großwardein) auf. Sein jüngerer Bruder, der ihn nach Klausenburg begleitet hatte, blieb zunächst noch in der Stadt. Später übersiedelte Gczmidele wieder nach Polen und hielt sich in Krakau und Lublin auf. 1571 stand er in Briefkontakt mit Gáspár Heltai. Aus dem Briefkontakt lassen sich weitere Positionen Gczmideles entnehmen. So vertrat er abweichend von sowohl den polnisch-litauischen als auch den ungarisch-siebenbürgischen Unitariern die Prädestination (Vorherbestimmung des Menschen), wonach auch die menschliche Sünde von Gott kommen müsse.
Die Reaktionen auf Gczmideles Auftreten illustrieren deutlich die damals bestehenden Gegensätze zwischen polnischen und siebenbürgischen Unitariern. Besonders die frühen polnischen Brüder waren noch stark von der mitteleuropäischen Täuferbewegung beeinflusst. Zu nennen ist insbesondere Petrus Gonesius, der täuferische, kommunitäre und pazifistische Anschauungen bei den Hutterischen Brüdern in Mähren kennengelernt hatte und in die frühen Polnischen Brüder mit einfließen ließ. Erst mit dem Sozinianismus des 17. Jahrhunderts nahmen hier die täuferischen Elemente ab. Gczmidele stand noch ganz im Zeichen dieser täuferischen Linie. Zudem zeichnete er sich durch spiritualistische Positionen aus. So vertrat er die Auffassung, die Erkenntnis Gottes könne allein durch die Verinnerlichung des Geistes erwirkt werden. Auch lehnte er unter Verweis auf die Bergpredigt im Matthäusevangelium (Mt 5:37 ) Treueide ab. Sein christlicher Spiritualismus, der letztlich jede Form kirchlicher Struktur verwerfen sollte, brachte ihn jedoch in Konflikt mit u. a. Franz David und Caspar Helth. Für David und Helth blieb die Kirche eine entscheidende Institution, die sie im reformatorisch-unitarischen Sinne reformieren, aber nicht auflösen wollten. In Helths Gebetbuch findet sich mit dem Ausdruck der hochwohlweisen Schmiede später eine Anspielung auf Gczmidele.
Obgleich Franz David auch täuferische Gedanken mit in seine Theologie aufgenommen hatte und viele siebenbürgische Nonadorantisten später die Kindertaufe verworfen hatten, fanden die von Teilen der Täuferbewegung akzentuierte Sozialethik und der von ihnen formulierte Imperativ des Rückzugs aus der Welt (vgl. die Schleitheimer Artikel von 1527) in Siebenbürgen kaum Verbreitung. Zwar hatte David in seiner Schrift De regno Christi von 1569 (wie die Täuferbewegung) den Stellenwert der Bergpredigt betont, auch war für ihn die Nachfolge Jesu ein Schlüsselmotiv, aber nur im Rahmen des Möglichen. Anders als in Polen hatte sich der Unitarismus in Siebenbürgen staatskonformer und oftmals im städtischen Umfeld oder unter dem Schutz des lokalen Adels entwickelt. Ein radikaler Pazifismus wie in Teilen des polnischen Unitarismus hatte sich nicht ausbilden können. Täuferische Gedanken verbreiteten sich in Siebenbürgen somit ohne ihre sozialethischen oder spiritualistischen Elemente, was letztlich den Konflikt zwischen Gczmidele auf der einen und David und Helth auf der anderen Seite erklären kann.

## Werke (Auswahl)
- Abhandlung über die christliche Gütergemeinschaft, um 1570
- Briefwechsel mit Gáspár Heltai, Krakau 1571